# E.T.
 Ovo je glavno značenje pojma E.T.. Za druga značenja pogledajte E.T. (razdvojba).
E.T. (eng. E.T. the Extra-Terrestrial) je američki znanstveno-fantastični film redatelja Stevena Spielberga iz 1982. s Henryjem Thomasom, Robertom MacNaughtonom, Drew Barrymore, Dee Wallace i Peterom Coyoteom u glavnim ulogama. Film govori o Elliottu (Thomas), usamljenom dječaku koji se sprijateljuje s izvanzemaljcem, zvanim E.T., koji je slučajno završio na Zemlji. Elliott, njegov brat i sestra, pomažu izvanzemaljcu da se vrati kući, skrivajući ga od njihove majke i vlade.
Koncept za E.T. nastao je kad je Spielberg stvorio svog izmišljenog prijatelja nakon razvoda svojih roditelja. Kad je zaustavljena produkcija filma Night Skies, Spielberg je susreo scenaristicu Melissu Mathison, koju je angažirao da napiše scenarij za E.T. Film je snimljen tijekom jeseni 1981. u  Kaliforniji s budžetom od 10,5 milijuna dolara. Kako bi izvukao emocionalnu izvedbu od mlađahnih glumaca, film je sniman kronološki.
Kad je objavljen, film je postao veliki hit zaradivši 435 milijuna $, skinuvši  Ratove zvijezda s prvog mjesta financijski najuspješnijih filmova svih vremena. Kritičari su ga ocijenili kao bezvremensku priču o prijateljstvu, a smatra se jednim od najvećih filmova ikad snimljenih. Mnogi su tvrdili kako je izvanzemaljac zapravo Isus.

## Radnja
Film počinje u  kalifornijskoj šumi dok grupa izvanzemaljskih  botaničara prikupljaju uzorke biljaka. Pojavljuju se vladini agenti, a izvanzemaljci bježe nazad u svemir u svom svemirskom brodu, ali ostavljaju jednog svog iza sebe. Priča se prebacuje u tipični dom u predgrađu Los Angelesa, gdje dječak po imenu Elliott glumi slugu svojem starijem bratu, Michaelu, i njegovim prijateljima. Dok ide po pizzu, Elliott opaža izgubljenog izvanzemaljca-botaničara koji naglo slijeće. Kako mu obitelj ne vjeruje, Elliott ostavlja bombone u šumi kako bi privukao izvanzemaljca u svoju sobu. Prije nego što odlazi u krevet, Elliott primjećuje kako izvanzemaljac imitira njegove pokrete.
Kako bi izbjegao školu sutradan, Elliott se počinje pretvarati da je bolestan kako bi se mogao igrati s došljakom. Istog poslijepodneva, Michael i njihova mlađa sestra Gertie upoznaju izvanzemaljca. Njihova majka, Mary, začuje buku i dolazi u sobu. Michael, Gertie i izvanzemaljac se skrivaju u ormaru, dok je Elliott uvjerava da je sve u redu. Odlučivši kako će zadržati izvanzemaljca, troje djece počinju ispitivati njegovo podrijetlo. Izvanzemaljac odgovara pomoću lebdećih lopti koje predstavljaju njegov sunčev sustav, a kasnije pokazuje svoje nadnaravne sposobnosti ozdravljajući uginulu biljku. U školi, Elliott počinje upotrebljavati njegove moći. Postaje nerazuman, oslobodivši sve žabe iz kabineta za seciranje. Kako je izvanzemaljac vidio kako John Wayne ljubi Maureen O'Hara u filmu Mirni čovjek, svojim sposobnostima natjera Elliotta da poljubi curicu na isti način. Elliott je odveden ravnatelju zbog neprikladnog ponašanja.
Izvanzemaljac uči engleski gledajući Ulicu Sezam i naziva sebe "E.T.". Elliott mu pomaže da napravi uređaj kojim bi mogao nazvati ostale izvanzemaljce. Michael primjećuje kako se Elliottovo zdravstveno stanje pogoršava i kako sebe oslovljava s "mi". Na Noć vještica, Michael i Elliott oblače E.T.-ja u duha, kako bi ga mogli izvući iz kuće. Elliott i E.T. odlaze u šumu na biciklu, gdje E.T. uspijeva kontaktirati sa svojim domom. Sutradan, Elliott se budi i shvaća kako je E.T. otišao, te se vraća svojoj tjeskobnoj obitelji. Michael pronalazi E.T.-ja na samrti i odnosi ga Elliottu, koji također umire. Mary ostaje prestravljena otkrivši sinovu bolest i umirućeg izvanzemaljca. U tom trenutku u kuću upadaju i vladini agenti.
Znanstvenici kuću pretvaraju u medicinsku ustanovu, stavljajući u karantenu Elliota i E.T.-ja. Veza između E.T.-ja i Elliotta nestaje kad E.T. odjednom umire. Elliott ostaje sam s nepomičnim izvanzemaljcem, ali primjećuje kako se ovaj vraća u život. E.T. se budi i kaže mu kako se ljudi vraćaju. Elliott i Michael ukradu auto u koje je stavljen E.T. i počinje potjera. Odjednom, suočivši se sa slijepom ulicom, uspijevaju pobjeći pomoću E.T.-jeve telekinetičke sposobnosti, dignuvši se u zrak prema šumi. E.T. stoji pokraj svemirskog broda, uzbuđen što se vraća kući. Pojavljuju se Mary, Gertie i Keys, vladin agent. E.T. se oprašta s Michaelom i Gertie i, prije ulaska, kaže Elliottu: "Bit ću ovdje", pokazujući svojim užarenim prstom Elliottovo srce.

## Produkcija
Nakon što su mu se u šezdesetima razveli roditelji, Spielberg je ispunio prazninu s izmišljenim izvanzemaljcem koji dolazi u njegov život. Spielberg je rekao, "E.T. je bio prijatelj koji može biti brat kojeg nikad nisam imao i otac za kojeg nisam imao osjećaj da ga više imam." Dok je snimao film iz serije o Indiani Jonesu, Otimači izgubljenog kovčega, Spielbergu je bilo dosadno, a pojavile su mu se slike djetinjstva kad je također osjećao sličnu usamljenost. Rekao je scenaristici Melissi Mathison o projektu koji je planirao s  Johnom Saylesom, nazvanim Night Skies, o zlobnom izvanzemaljcu koji terorizira obitelj. Spielberg i Mathison razvili su drugu priču iz propalog projekta, ovaj put s Buddyjem, jedinim prijateljskim izvanzemaljcem, i njegovom vezom s autističnim djetetom. Buddyjevo slijetanje na Zemlju u zadnjoj sceni scenarija postalo je sjeme priče o E.T.-ju. Mathison je napisao prvu verziju scenarija u osam tjedana nazvanu E.T. and Me, koju je Spielberg smatrao savršenom. Columbia Pictures, koji je producirao Night Skies, počeo je raspravu sa Spielbergom. Studio je odbio projekt, nazvavši ga "slabašnim filmom  Walta Disneyja, pa je Spielberg otišao Sidu Sheinbergu, predsjedniku studija MCA.
Carlo Rambaldi, koji je dizajnirao izvanzemaljce za Spielbergove  Bliske susrete treće vrste, ponovno je angažiran da dizajnira izgled E.T.-ja. Inspiriran svojom slikom, Woman of Delta, Rambaldi je kreaturi dao rastezljiv vrat. Lice je bilo inspirirano likovima  Carla Sandburga,  Alberta Einsteina i  Ernesta Hemingwaya. Producentica Kathleen Kennedy posjetila je institut za oči Jules Stein, kako bi pronašla stvarne i staklene očne jabučice. Angažirala je znanstvenike s instituta da kreiraju oči za E.T.-ja, koje je smatrala neobično važnima u privlačenju publike. Stvorene su četiri glave za snimanje, jedna za klasični izraz lica, a ostale za druge izraze lica. Dvojica patuljaka i jedan dječak rođen bez nogu nosili su kostim, ovisno o tome što se snima. Caprice Roth, profesionalna mimičarka, stvorila je E.T.-ove ruke. Konačni lik je stvoren u tri mjeseca, za 1,5 milijun dolara. Spielberg ga je proglasio "nečim što bi samo majka mogla voljeti". Korporacija Mars smatrala je E.T.-ja tako ružnim da su odbili dati svoje bombone M&M za potrebe filma, misleći kako će E.T. preplašiti djecu. Ovo je dalo priliku Hersheyju da upotrijebi svoje bombone, Reese's Pieces.
Film se počeo snimati u rujnu 1981. Kako bi produkcija ostala tajna, projekt je sniman pod nazivom A Boy's Life, jer Spielberg nije htio da itko zna radnju kako bi je mogao plagirati. Glumci su morali čitati scenarij iza zatvorenih vrata, a svi na setu su morali nositi identifikacijske kartice. Film je sniman dva mjeseca, u Northridgeu, Los Angelesu, Kaliforniji, u listopadnoj šumi pokraj Crescent Cityja, u srednjoj školi i u Laird International Studios u Culver Cityju. Spielberg je većinom snimao kronološki kako bi izvukao emocije od glumaca. U sceni u kojoj Michael prvi put susreće izvanzemaljca, pada natraške i sruši police iza sebe. Snimanje po kronološkom redu pružilo je mladim glumcima emocionalno iskustvo kako su se sve više povezivali s likom E.T.-ja, što je dalo scenama u bolnici dimenziju suosjećanja.
John Williams, dugogodišnji Spielbergov suradnik, skladao je glazbu za film. Williams je svoj rad na ovom filmu opisao kao izazov u stvaranju glazbe koja mora pobuditi suosjećanje za jedno čudno biće kao što je E.T. Kao i u njihovim prijašnjim suradnjama, Spielbergu su se svidjele sve teme pa ih je sve i uvrstio. Spielbergu se toliko svidjela glazba iz posljednje potjere da je montirao sekvencu kako bi odgovarala glazbi.

## Teme
Film je odraz Spielbergova djetinjstva. Redatelj je dodao razne reference u scenarij, kao što je ona kad Mary čita Gertie  Petra Pana, jednu od njegovih najdražih priča za laku noć, ili onu kad Elliott drži termometar pokraj žarulje kako bi povećao temperaturu, jer je njegova sasvim normalna. Koncept je nastao iz osjećaja usamljenosti nakon što je njegov otac napustio njegovu majku, a uloga E.T.-ja u obitelji je bila objekt raznih diskusija: Drew Barrymore opisala je izvanzemaljca kao anđela čuvara koji je došao naučiti djecu vrijednostima ljubavi i dobrote. Film također govori o odrastanju. Michaelovo zadirkivanje Elliotta je preneseni prikaz toga kako je Spielberg zadirkivao svoje mlađe sestre, a Michaelovo preobraženje iz mučitelja u zaštitnika odnosi se na to kako je on morao paziti na sestre nakon što ih je napustio otac.
Mnogi gledatelji našli su paralele sa životom  Isusa Krista, uključujući profesora engleskog, Al Millara. Millar je objavio brošuru E.T. - You're More Than A Movie Star, u kojoj je usporedio E.T.-jevo užareno srce s nekim prikazima Krista, kao i sposobnost izliječenja, njegov bijeg pred vlastima, smrt i uskrsnuće prije uzlaska na nebo. Universal Pictures ušao je na  kršćansko tržište s posterom nalik na  Michelangelovo Stvaranje Adama, s logom "Mir". Za razliku od toga, televizijski propovjednik Jimmy Swaggart proglasio je E.T.-ja "zvijeri iz pakla", te optužio Spielberga da je " Sotonin agent".
Spielberg je odgovorio kako nije htio napraviti religijsku parabolu, rekavši u šali: "Da sam ikad otišao svojoj majci i rekao 'Mama, snimio sam film kao kršćansku parabolu', što mislite što bi rekla? Ona ima košer restoran u Los Angelesu." Ipak, jedna od tema filma, kao što je rekla i producentica Kathleen Kennedy, je tolerancija, koja će postati glavna tema Spielbergovih budućih filmova kao što su Schindlerova lista i  München. Peter Coyote dodao je kako dio popularnosti filma leži u tome da govori o nekome koji dobronamjerno dočekuje stranca i štiti ga u većinom zlonamjernom svijetu.

## Zarada, kritike i nagrade
Film je pretpremijerno prikazan u Houstonu, Teksas, gdje mu je publika dala odlične ocjene. Premijeru je doživio na završnoj večeri festivala u Cannesu 1982., prije nego što je izdan u SAD-u, 11. lipnja 1982. U prvom tjednu prikazivanja zaradio je 11 milijuna dolara. Film je ostao na prvom mjestu još šest tjedana, te ostao na prva dva mjesta sve do siječnja 1983., zaradivši 352 milijuna dolara u Americi do kraja prikazivanja u kinima, 3. lipnja 1983. Spielberg je zarađivao 500 000 dolara svaki dan na osnovi svojih dionica. Kompanija Hershey povećala je zaradu za 65 posto zbog pojave bombona Reese's Pieces u filmu. Film je ponovno izdan 19. srpnja 1985. te je zaradio 40 milijuna dolara u Americi. Objavljen je na VHS-u i laserskom disku 27. listopada 1988. Još dok se film prikazivao u kinima, u srpnju 1982., Spielberg i Mathison su napisali scenarij za nastavak filma, nazvan E.T.: Nocturnal Fears. Prikazivao bi kako su Elliotta i njegove prijatelje oteli zlonamjerni izvanzemaljci i njihov pokušaj da stupe u vezu s E.T.-jem kako bi ih spasio. Spielberg se tome usprotivio, rekavši kako "ne bi htio učiniti ništa što bi originalu oduzelo njegovu nevinost."
Kritičari su film proglasili klasikom. Roger Ebert je napisao, "Ovo nije jednostavno dobar film. To je jedan od onih filmova koji nam otklanjaju oprez i osvajaju naša srca." Michael Sragow iz Rolling Stonea je nazvao Spielberga "svemirskim  Jeanom Renoirom... prvi put je stavio svoje zavidne tehničke vještine u službu svojih najdubljih osjećaja." Leonard Maltin proglasio ga je filmom godine. Arsen Oremović dao je filmu 4 od 4 'kritičarska prsta': "Redatelj strojeva, a ne ljudi - tako su neki kritičari opisivali Stevena Spielberga potkraj sedamdesetih i u početku osamdesetih godina, kada su nastajali njegovi veliki hitovi "Bliski susreti treće vrste", "Ralje", "Otimači izgubljenog kovčega" i "E.T.". Međutim, da su zastupnici te teorije bili u pravu, bi li ijedan od tih filmova djelovao danas jednako svježe kao u doba njihova nastanka? Ne bi li se njihov život istopio onog trenutka kada bi zastarjeli Spielbergovi specijalni efekti i strojevi, kao što je vrijeme nagrizlo nekada nedostižan sjaj "Ratova zvijezda"?"
George F. Will bio je jedan od rijetkih koji su napisali negativnu recenziju, napisavši kako film širi rušilačke predodžbe o djetinjstvu i znanosti. Bilo je optužbi da je film plagiran iz scenarija za film iz 1967., The Alien,  indijskog redatelja Satyajita Raya. Ray je izjavio: "E.T. ne bi bio moguć da moj scenarij za The Alien nije bio dostupan u SAD-u u kopiranim primjercima." Spielberg je odbacio ovakve tvrdnje, rekavši, "Bio sam dijete u srednjoj školi kad je scenarij kružio Hollywoodom." E.T. ima 99 posto pozitivnih recenzija na filmskom portalu Rotten Tomatoes, te 94 posto na Metacriticu. Kritičari nisu bili jedini koji su bili oduševljeni; predsjednik Ronald Reagan i prva dama Nancy Reagan bili su dirnuti nakon što su pogledali film u  Bijeloj kući, 27. srpnja 1982. 17. rujna, tijekom prikazivanja filma u zgradi  Ujedinjenih naroda, Spielberg je primio UN-ovu medalju za mir. Princeza Diana bila je u suzama nakon što je pogledala film.
Film je bio nominiran za 9 Oscara, a osvojio je četiri: za glazbu, zvuk, montažu zvučnih efekata i vizualne efekte. Bio je nominiran za najbolji film, režiju, scenarij, snimku i montažu. Richard Attenborough osvojio je Oscara za najbolji film te godine (Gandhi), ali je rekao, "Bio sam siguran ne samo da će E.T. pobijediti, nego da bi trebao pobijediti. Inventivan je, snažan i čudesan. Ja snimam više zemaljskije filmove." Na dodjeli  Zlatnih globusa, film je osvojio nagradu za najbolju dramu te bio nominiran za režiju, scenarij i najboljeg novog glumca (Henry Thomas). Udruga kritičara Los Angelesa dodijelila je filmu nagradu za najbolji film, režiju i nagradu "Nova generacija", za Melissu Mathison. Skladatelj John Williams osvojio je Grammy, nagradu BAFTA i Zlatni globus za glazbu. Film je osvojio  nagrade Saturn za najbolji SF film, najbolju priču,najbolje izdanje DVD filmskog klasika ,specijalne efekte, glazbu i najbolji poster, dok su Henry Thomas, Robert McNaughton i Drew Barrymore osvojili nagradu za najbolje mlade glumce. E.T. je bio popularan i izvan Amerike; osvojio je nagradu za najbolji strani film na festivalu Blue Ribbon u Japanu, nagradu filmskih pisaca u  Španjolskoj, nagradu Cesar u  Francuskoj i nagradu David di Donatello u  Italiji.
Američki filmski institut stavio je E.T. na 25. mjesto najboljih filmova svih vremena, na 44. najpotresnijih, 6. najinspirativnijih, i na 14. mjesto za glazbu. Citat "E.T. phone home", izabran je kao 15. najbolji među 100 najboljih filmskih citata u zadnjih 100 godina u izboru Instituta.

## Vanjske poveznice
- Službena stranica u povodu 20. godišnjice
- E.T. u internetskoj bazi filmova IMDb-a
- E.T. na Rotten Tomatoes
- E.T. the Extra-Terrestrial at Spielberg Films
- Deleted Scenes discussion